# Poterne des Peupliers
Poterne des Peupliers (česky Topolová poterna) je poterna v Paříži, jeden z posledních pozůstatků městských hradeb postavených v polovině 19. století. Nachází se na jižním okraji města ve 13. obvodu. Její název je odvozen od nedaleké Rue des Peupliers (Topolová ulice).

## Vývoj
V tomto místě kdysi řeka Bièvre vtékala do Paříže než byla svedena do podzemí. Původní říční koryto před branou odpovídá dnešní ulici Rue de la Poterne-des-Peupliers, na kterou navazuje ulice Rue des Peupliers za branou uvnitř tehdejšího města.
Při výstavbě železniční tratě Petite Ceinture sloužila poterna jako viadukt, po kterém byla železnice vedena. Železnice je dnes mimo provoz.

## Stanice tramvaje
Stejný název nese i stanice tramvajové linky T3. Stanice má oddělená nástupiště. Zatímco ve směru k Pont du Garigliano se nastupuje západně od ulice Rue Gouthière, nástupiště pro směr Porte d'Ivry se nachází na východ od poterny.
Během výstavby tramvajové trati bylo v roce 2006 na poterně instalováno dílo francouzského umělce Bertranda Laviera zvané Mirage. Jedná se o kovové palmy na hydraulických zvedácích, které se pravidelně zdvihají a klesají.